# 圣体光

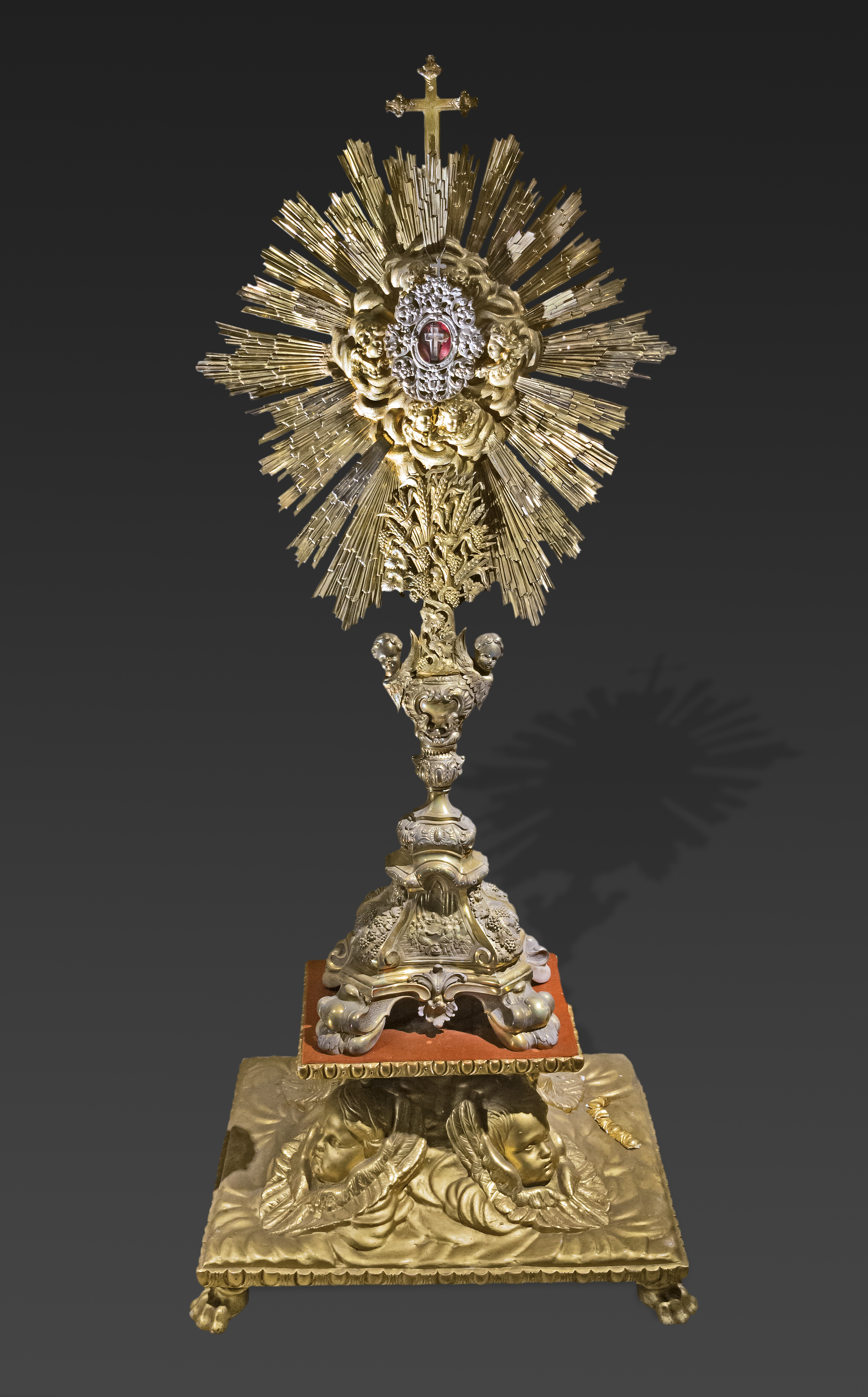
圣体显供架

圣体光，也称圣体发光、圣体皓光、圣体光座或圣体显供架，是天主教、舊天主教、圣公宗和信义宗等宗派在一些宗教仪式上面使用的一种祭具，通常为镀金银制品，正中开有一个透明的小窗，用于嵌入圣体，四周呈放射性线条，以表现出“圣体发光”的主题。

## 外部連結
- 维基共享资源上的相關多媒體資源：圣体光